# خليج أرجوين
خليج أرجوين (بالفرنسية: Baie d'Arguin)‏؛ (بالبرتغالية: Baía de Arguim‏) هو عبارة عن خليج على ساحل المحيط الأطلسي لموريتانيا والمصب السابق لنهر تمنراست.

## جغرافيا
يقع الخليج جنوب رأس نواذيبو شمال رأس تيميريس، ويحتوي على ثلاث جزر، بما في ذلك جزيرتي أرغين وتيدرة، بالإضافة إلى العديد من الشواطئ الرملية، وحوض أركين الذي يضم مساحة تقدر بحوالي 12000 كم² التي تعتبر معظم مساحة الخليج، أصغر الخلجان داخل خليج أرجوين تشمل خليج داخلة نواذيبو في الشمال، وخليج تانودرت في الشرق.
تشمل الأماكن المأهولة بالسكان بالقرب من الخليج نواديبو في الشمال، وأركيس وتل علول في الشرق وتيشوت، والرقيبة، وأوغي في الجنوب.

## تاريخ
الخليج هو موقع البؤرة الاستيطانية القرطاجية التي أسسها حانون القرطاجي قبل حوالي 500 قبل الميلاد؛ وفي عام 1035، أسس عبد الله بن ياسين ملجأ عسكري على جزيرة تيدرة أبان دولة المرابطين. وكان نونو تريستاو أول أوروبي يزور الخليج في عام 1443، وبعد ذلك تم استكشاف ما تبقى من الخليج، تُعرف المنطقة أيضًا باسم ميدوز على اسم الفرقاطة الفرنسية ميدوز التي تحطمت هناك عام 1816.
كان محطة صراعات بين البرتغاليين والأفارقة الصيادين، حيث كان البرتغاليون الذين يأتون على مراكب شراعية إلى خليج أرجوين مسلحين، وينزلون إلى الساحل في الليل لمهاجمة قرى الصيادين، ولكن مع مرور الوقت قرر الأفارقة أن يدافعوا عن أنفسهم، ليكبدوا البرتغاليين خسائر جمة.

## روابط خارجية
- صور الأقمار الصناعية للخليج بواسطة وكالة الفضاء الأوروبية